# Czarny Staw Gąsienicowy
Der Schwarze Gąsienicowa-See (pl. Czarny Staw Gąsienicowy) in Polen ist ein Gletschersee im Gąsienicowa-Tal (pl. Dolina Gąsienicowa) in der Hohen Tatra. Er befindet sich in der Gemeinde Zakopane und ist über mehrere Wanderwege erreichbar. Das Wasser des Sees fließt über den Czarny Potok Gąsienicowy ab. In der Nähe des Sees befindet sich die PTTK-Berghütte Murowaniec.